# Amore, more, ore, re
Amore, more, ore, re (lett. "affetto, comportamento, parole, fatti") è una locuzione latina. 
Ne circolano molte varianti. Solo per citarne alcune:
- "Tibi vero gratias agam quo clamore? Amore, more, ore, re" (Athanasius Kircher, Musurgia)
- "Ob id ergo maximas agimus gratias vestrae amori et labore verus enim amicus cognoscitur labore, amore, more, ore, re." (Nicolaes Witsen, Noord en oost Tartarye)[1]

Molti credono erroneamente che l'espressione sia utilizzata nell'Eneide, in particolare nell'episodio di Eurialo e Niso. In realtà, della frase non c'è traccia nel poema epico - né nel nono libro (quello di Eurialo e Niso, appunto), né in alcun altro. In effetti, considerando la mancanza di metrica della frase, risulta difficile attribuire la frase a Virgilio o, più in generale, ad alcun autore d'epoca classica. Alcune fonti suggeriscono che la frase sia da attribuirsi a qualche scrittore del 1600 (come il già citato Kircher) o di epoca medievale.